# ジェイソン・ハートキー
ジェイソン・ロバート・ハートキー（Jason Robert Hardtke , 1971年9月15日 - ）は、アメリカ合衆国ウィスコンシン州ミルウォーキー出身の元プロ野球選手（内野手）。右投両打。

## 経歴
1990年のMLBドラフト3巡目（全体81位）でクリーブランド・インディアンスに指名され契約。
1994年8月から1995年4月にかけてMLB史上最長のストライキが実施された影響で、1995年のスプリングトレーニングにはオーナー側の命令で代替選手として参加。そのため、スト破りを行った報復措置としてメジャー昇格後も選手会への加入を認められなかった。
1996年にニューヨーク・メッツでメジャー初昇格。
1999年はシンシナティ・レッズ傘下AAA級で打率.329、12本塁打、61打点を記録。また、7月から8月に開催されたウィニペグパンアメリカン競技大会の野球アメリカ合衆国代表に選出された。
2000年はコロラド・ロッキーズ傘下AAA級に所属していたが、シーズン途中の4月に開幕から不振のハワード・バトルに代わる外国人選手として阪神タイガースに入団。持ち味のセンター前に打ち返す打撃技術を含めた、攻守で堅実なプレーが期待された。本職は二塁手であったが、チーム事情で阪神では全試合で三塁を守った。しかし、その三塁守備で14失策を記録し、打撃面でも12併殺を記録するなど、全く活躍出来なかった。シーズン終盤にわき腹を痛め、同年オフに退団し、帰国した。
2001年にインディアンスとシカゴ・ホワイトソックスの傘下AAA級でプレーしたのを最後に、現役を引退した。
現役引退後の2009年から2010年までアリゾナ・ダイヤモンドバックス傘下ルーキー+級ミズーラ・オスプレイの打撃コーチを務め、2011年にダイヤモンドバックス傘下A+級バイセイリア・ローハイドの監督に就任。2012年まで2年間務めた。

## 人物
阪神時代当時サンテレビボックス席の解説を務めていた福本豊から名前を忘れられ「あの外国人どこいったんや？名前なんやったかなぁ...心筋梗塞みたいな名前やったなぁ」などと言われ、阪神ファンである島田紳助からは、「あれは助っ人じゃなくて野球が出来る外国人をアメリカから連れてきただけ」と貶されることになってしまった。
阪神での応援歌はトーマス・オマリーの流用であった。

## 詳細情報

### 年度別打撃成績
| 年 度    | 球 団    | 試 合 | 打 席 | 打 数 | 得 点 | 安 打 | 二 塁 打 | 三 塁 打 | 本 塁 打 | 塁 打 | 打 点 | 盗 塁 | 盗 塁 死 | 犠 打 | 犠 飛 | 四 球 | 敬 遠 | 死 球 | 三 振 | 併 殺 打 | 打 率 | 出 塁 率 | 長 打 率 | O P S |
| -------- | -------- | ----- | ----- | ----- | ----- | ----- | -------- | -------- | -------- | ----- | ----- | ----- | -------- | ----- | ----- | ----- | ----- | ----- | ----- | -------- | ----- | -------- | -------- | ----- |
| 1996     | NYM      | 19    | 60    | 57    | 3     | 11    | 5        | 0        | 0        | 16    | 6     | 0     | 0        | 0     | 0     | 2     | 0     | 1     | 12    | 1        | .193  | .233     | .281     | .514  |
| 1997     | NYM      | 30    | 62    | 56    | 9     | 15    | 2        | 0        | 2        | 23    | 8     | 1     | 1        | 0     | 1     | 4     | 1     | 1     | 6     | 3        | .268  | .323     | .411     | .733  |
| 1998     | CHC      | 18    | 23    | 21    | 2     | 5     | 0        | 0        | 0        | 5     | 2     | 0     | 0        | 0     | 0     | 2     | 0     | 0     | 6     | 0        | .238  | .304     | .238     | .542  |
| 2000     | 阪神     | 76    | 323   | 302   | 31    | 82    | 16       | 2        | 4        | 114   | 27    | 0     | 2        | 3     | 1     | 16    | 0     | 1     | 55    | 12       | .272  | .309     | .377     | .687  |
| MLB：3年 | MLB：3年 | 67    | 145   | 134   | 14    | 31    | 7        | 0        | 2        | 44    | 16    | 1     | 1        | 0     | 1     | 8     | 1     | 2     | 24    | 4        | .231  | .283     | .328     | .611  |
| NPB：1年 | NPB：1年 | 76    | 323   | 302   | 31    | 82    | 16       | 2        | 4        | 114   | 27    | 0     | 2        | 3     | 1     | 16    | 0     | 1     | 55    | 12       | .272  | .309     | .377     | .687  |

### 記録
NPB
- 初出場・初先発出場：2000年5月6日、対広島東洋カープ7回戦（広島市民球場）、2番・三塁手として先発出場
- 初打席・初安打：同上、1回表にネイサン・ミンチーから右翼線二塁打
- 初本塁打・初打点：2000年5月9日、対中日ドラゴンズ6回戦（福井県営球場）、3回表に野口茂樹から左越3ラン

### 背番号
- 19 （1996年 - 1998年）
- 61 （2000年）

### 代表歴
- 1999年パンアメリカン競技大会野球アメリカ合衆国代表